# La isla del tesoro (película de 1985)
La isla del tesoro (francés L'île au trésor) es una película franco-chilena de aventuras, realizada el año 1985 dirigida por Raúl Ruiz. Esta fue presentada en Regard section del "1991 Cannes Film Festival".

## Reparto
| Actor                  | Personaje              |
| ---------------------- | ---------------------- |
| Melvil Poupaud         | Jim Hawkins            |
| Martin Landau          | Viejo capitán          |
| Vic Tayback            | Long John Silver       |
| Lou Castel             | Doctor/Padre           |
| Jeffrey Kime           | Timothy (el escudero)  |
| Anna Karina            | Madre                  |
| Sheila                 | Tía                    |
| Jean-François Stévenin | Israel Hands (El rata) |
| Charles Schmidt        | El hombre ciego        |
| Jean-Pierre Léaud      | Midas                  |
| Yves Afonso            | Capitán francés        |
| Pedro Armendáriz Jr.   | Mendoza                |
| Tony Jessen            | Ben Gunn               |
| Michel Ferber          | Crabb                  |